# Ковач, Михаил Иванович
Ковач Михаил Иванович (27 октября 1909, Шид, Воеводина, Королевство Сербия — 17 июня 2005, Нови-Сад, Сербия) — русинский и сербский поэт, прозаик, драматург, журналист, учитель, деятель культуры. По происхождению — паннонский русин.

## Биография
Родился в семье железнодорожника. Окончил Крижевецкую учительскую семинарию (1929), до 1966 года работал учителем, затем журналистом.

## Творчество
Автор поэтических сборников «Мой мир» (1964), «Песни деда-садовника» (1979), «Вечерние огни» (1985); сборников рассказов «Тихие воды» (1970), «Детский мир» (1971), «Первые радости» (1977), «На окраине» (1983); романа «Гриц Бандурик» (1972, в соавт. с Ш. Гудаком); повести «Кирпичная» (1982); драм «На рассвете» (1952), «Пахари» (1954). Писал произведения для детей, переводил.

## Награды и знаки отличия
- Орден «За заслуги» III степени (15 августа 2001 года, Украина) — за весомый личный вклад в подъём международного авторитета Украины, укрепление сотрудничества и дружественных связей с исторической Родиной и по случаю 10-й годовщины независимости Украины[1].
- Лауреат премии им. В. Винниченко (1994).